# Pseudopamera coloradensis
Pseudopamera coloradensis är en insektsart som först beskrevs av Barber 1921.  Pseudopamera coloradensis ingår i släktet Pseudopamera och familjen Rhyparochromidae. Inga underarter finns listade i Catalogue of Life.